# 둥구 (자이시)

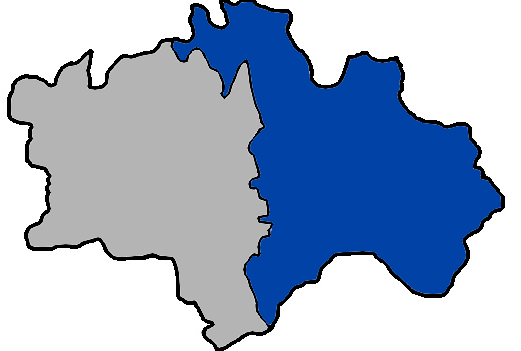
둥구의 위치

둥구(한국어: 동구, 중국어: 東區, 병음: Dōng Qū)는 중화민국 자이시의 시할구이다. 넓이는 29.1195km2이고, 인구는 2015년 8월 기준으로 123,093명이다. 자이시 정부의 소재지이다.

## 지리
자이시의 동쪽에 위치하고 북쪽으로 민슝향, 동쪽으로 주치향과 판루향, 남쪽으로 중푸향과 접한다.

## 교육
- 국립 자이 대학

## 교통
- 타이완 철로관리국 종관선
- 아리산 삼림철로
- 국도 3호선